# NGC 2859
NGC 2859 est une galaxie lenticulaire barrée et entourée d'un anneau. Elle est située dans la constellation du Petit Lion. NGC 2859 a été découverte par l'astronome germano-britannique William Herschel en 1786.

## Caractéristiques
NGC 2859 présente une large raie HI et c'est une galaxie active de type Seyfert.
En raison d'une brillance de surface égale à 14,09 mag/am2, on peut qualifier NGC 2859 de galaxie à faible brillance de surface (LSB en anglais pour low surface brightness). Les galaxies LSB sont des galaxies diffuses (D) avec une brillance de surface inférieure de moins d'une magnitude à celle du ciel nocturne ambiant.

### Distance
Sa vitesse par rapport au fond diffus cosmologique est de 1 933 ± 17 km/s, ce qui correspond à une distance de Hubble de 28,5 ± 2,0 Mpc (∼93 millions d'al).
À ce jour, 11 mesures non basées sur le décalage vers le rouge (redshift) donnent une distance de 18,247 ± 9,638 Mpc (∼59,5 millions d'al), ce qui est à l'intérieur des valeurs de la distance de Hubble. Notons cependant que c'est avec la valeur moyenne des mesures indépendantes, lorsqu'elles existent, que la base de données NASA/IPAC calcule le diamètre d'une galaxie et qu'en conséquence le diamètre de NGC 2859 pourrait être d'environ 37,3 kpc (∼122 000 al) si on utilisait la distance de Hubble pour le calculer.

## Morphologie
NGC 2859 a été utilisée par Gérard de Vaucouleurs comme une galaxie de type morphologique (R)SB(rl)0+ dans son atlas des galaxies,.

### Un disque entourant le noyau
Grâce aux observations du télescope spatial Hubble, on a détecté un disque de formation d'étoiles autour du noyau de NGC 2859. La taille de son demi-grand axe est estimée à 850 pc (~2770 années-lumière).

## Groupe de NGC 2859
La base de données NASA/IPAC mentionne qu'il s'agit peut-être d'une galaxie du champ, c'est-à-dire qu'elle n'appartient pas à un amas ou un groupe et qu'elle est donc gravitationnellement isolée, mais elle est identifiée comme la principale galaxie d'un groupe de galaxies par Abraham Mahtessian. Selon Mahtessian, le groupe de NGC 2859 comprend les galaxies NGC 2778, NGC 2780 et NGC 2793. Il faudrait ajouter à ce groupe la galaxie NGC 2779 car elle semble former une paire de galaxies avec NGC 2778 (même région du ciel et distances semblables). On doit cependant mentionner que la base de données NASA/IPAC mentionne qu'il s'agit d'une galaxie du champ, ce qui semble être une erreur.
Selon site « Un atlas de l'Univers » de Richard Powell, le groupe de NGC 2859 compte aussi deux autres galaxies, soit UGC 5015  et UGC 5020.
Les galaxies NGC 2778 et NGC 2780 figurent aussi dans un groupe de galaxies (le groupe de NGC 2778) indiqué dans un article d'A.M. Garcia paru en 1993. Deux autres galaxie apparaissent dans le groupe, soit UGC 4777 et UGC 4834.
En résumé, le groupe de NGC 2859 compterait donc au moins 8 galaxies et peut-être une neuvième : NGC 2778, NGC 2780, NGC 2793, NGC 2859, UGC 4777, UGC 4834, UGC 5015, UGC 5020 et peut-être NGC 2779.